# Успение Богородично (Константинещ)
„Успение Богородично“ (на румънски: Biserica Adormirea Maicii Domnului, Scornicești) е храм на Румънската православна църква в слатинското село Константинещ, близо до град Скорничещ, окръг Олт, Румъния, част от Слатинската епископия на Олтенската митрополия.

## История
Църквата е изписана през лятото на 1901 година от дебърските майстори Мелетий Божинов от Тресонче и Аргир Щерев от Галичник.